# Seligeria campylopoda
Seligeria campylopoda là một loài rêu trong họ Seligeriaceae. Loài này được Kindb. mô tả khoa học đầu tiên năm 1892.